# Prima Divisione Emilia-Romagna 1942-1943
La Prima Divisione fu il massimo campionato regionale di calcio disputato in Italia nella stagione 1942-1943.
La Prima Divisione fu organizzata e gestita dai Direttori Regionali di Zona.
Per motivi contingenti il D.D.S. non fece disputare le finali per la promozione in Serie C.
Fu il quarto livello della XL edizione del campionato italiano di calcio.
Il campionato giocato nella regione Emilia fu organizzato e gestito dal Direttorio VII Zona (Emilia).

## Girone A

### Squadre partecipanti
| Squadra                               | Città (provincia) | Stagione precedente |
| ------------------------------------- | ----------------- | ------------------- |
| A.C. Carpi (B = riserve)              | Carpi (MO)        |                     |
| Sez. Calcio G.I.L. Fidenza            | Fidenza (PR)      |                     |
| A.C. "G. Luca Orlandi"                | Busseto (PR)      |                     |
| A.C. "Gianni Corradini" (B = riserve) | Suzzara (MN)      |                     |
| Mantova Sportiva (B = riserve)        | Mantova           |                     |
| A.C. Reggiana (B = riserve)           | Reggio Emilia     |                     |
| Sez. Calcio Dop. Az. S.I.P.E.         | Spilamberto (MO)  |                     |

### Classifica finale
|  | Pos. | Squadra              | Pt       | G  | V | N | P | GF | GS | DR |
|  | ---- | -------------------- | -------- | -- | - | - | - | -- | -- | -- |
|  | 1.   | G.I.L. Fidenza       | 16       | 11 |   |   |   |    |    |    |
|  | 2.   | "G. Luca Orlandi"    | 15       | 11 |   |   |   |    |    |    |
|  | 3.   | Mantova B            | 13       | 11 |   |   |   |    |    |    |
|  | 4.   | SIPE Spilamberto     | 11       | 11 |   |   |   |    |    |    |
|  | 5.   | "Gianni Corradini" B | 8        | 11 |   |   |   |    |    |    |
|  | 6.   | Reggiana B           | 6        | 11 |   |   |   |    |    |    |
|  | --   | Carpi B              | Ritirata |    |   |   |   |    |    |    |

Legenda:

      Ammesso alle finali regionali.
Regolamento:

Due punti a vittoria, uno a pareggio, zero a sconfitta.
Pari merito in caso di pari punti.

## Girone B

### Squadre partecipanti
| Squadra                             | Città (provincia)         | Stagione precedente                         |
| ----------------------------------- | ------------------------- | ------------------------------------------- |
| Sez. Calcio "A. Tabanelli Busacchi" | Bologna                   |                                             |
| S.S. "Alfieri Maserati"             | Bologna                   |                                             |
| A.C. Audace                         | Bologna                   |                                             |
| S.P. Centese                        | Cento (FE)                |                                             |
| A.C. Ferrara (B = riserve)          | Ferrara                   |                                             |
| Pol. Molinella                      | Molinella (BO)            |                                             |
| A.C. Panigal (B = riserve)          | Bologna                   |                                             |
| G.I.L. San Pietro                   | San Pietro in Casale (BO) | 2º nel campionato emiliano, rinuncia alla C |
| Pol. Veca                           | Ferrara                   |                                             |

### Classifica finale
|  | Pos. | Squadra                 | Pt       | G  | V | N | P | GF | GS | DR  |
|  | ---- | ----------------------- | -------- | -- | - | - | - | -- | -- | --- |
|  | 1.   | Panigale B              | 28       | 15 |   |   |   |    |    |     |
|  | 2.   | "Alfieri Maserati"      | 20       | 15 |   |   |   |    |    |     |
|  | 3.   | Ferrara B               | 17       | 15 |   |   |   |    |    |     |
|  | 3.   | Centese                 | 17       | 15 |   |   |   |    |    |     |
|  | 3.   | "A. Tabanelli Busacchi" | 17       | 15 |   |   |   |    |    |     |
|  | 6.   | G.I.L. San Pietro       | 12       | 15 |   |   |   |    |    |     |
|  | 7.   | Molinella               | 9        | 15 | 3 | 3 | 9 | 20 | 35 | -15 |
|  | 8.   | Veca Ferrara            | 4        | 15 |   |   |   |    |    |     |
|  | --   | Audace Bologna          | Ritirata |    |   |   |   |    |    |     |

Legenda:
      Ammesso alle finali regionali.
Regolamento:
Due punti a vittoria, uno a pareggio, zero a sconfitta.
Pari merito in caso di pari punti.

## Girone C

### Squadre partecipanti
| Squadra                                      | Città (provincia)    | Stagione precedente |
| -------------------------------------------- | -------------------- | ------------------- |
| G.S. Calcio "Bruno Severi" Cesena            | Cesena (FO)          |                     |
| A.C. Cesena (B = riserve)                    | Cesena (FO)          |                     |
| Faenza Sportiva                              | Faenza (RA)          |                     |
| G.S. "Francesco Baracca" (B = riserve)       | Lugo di Romagna (RA) |                     |
| A.S. Forlì (B = riserve)                     | Forlì                |                     |
| U.S. Forlimpopoli (B = riserve)              | Forlimpopoli (FO)    |                     |
| G.S. Imolese "Francesco Zardi" (B = riserve) | Imola (BO)           |                     |
| Sez. Calcio G.I.L. Mezzano                   | Mezzano (RA)         |                     |
| A.C. Ravenna (B = riserve)                   | Ravenna              |                     |
| A.C. Rimini (B = riserve)                    | Rimini (FO)          |                     |

### Classifica finale
|  | Pos. | Squadra        | Pt | G  | V | N | P | GF | GS | DR |
|  | ---- | -------------- | -- | -- | - | - | - | -- | -- | -- |
|  | 1.   | Faenza         | 27 | 18 |   |   |   |    |    |    |
|  | 2.   | Cesena B       | 24 | 18 |   |   |   |    |    |    |
|  | 3.   | Forlimpopoli B | 21 | 18 |   |   |   |    |    |    |
|  | 4.   | Forlì B        | 20 | 18 |   |   |   |    |    |    |
|  | 5.   | Ravenna B      | 19 | 18 |   |   |   |    |    |    |
|  | 6.   | G.I.L. Mezzano | 19 | 18 |   |   |   |    |    |    |
|  | 7.   | "Bruno Severi" | 17 | 18 |   |   |   |    |    |    |
|  | 8.   | Rimini B       | 17 | 18 |   |   |   |    |    |    |
|  | 9.   | Imolese B      | 10 | 18 |   |   |   |    |    |    |
|  | 10.  | Baracca Lugo B | 4  | 18 |   |   |   |    |    |    |

Legenda:
      Ammesso alle finali regionali.
Regolamento:
Due punti a vittoria, uno a pareggio, zero a sconfitta.
Pari merito in caso di pari punti.

## Finali regionali

### Classifica finale
|  | Pos. | Squadra    | Pt | G | V | N | P | GF | GS | DR |
|  | ---- | ---------- | -- | - | - | - | - | -- | -- | -- |
|  | 1.   | Panigale B | ?? | 4 |   |   |   |    |    |    |
|  | 2.   | ???        | ?? | 4 |   |   |   |    |    |    |
|  | 3.   | ???        | ?? | 4 |   |   |   |    |    |    |

Legenda:
      Campione emiliano di Prima Categoria 1942-1943.
Note:
Due punti a vittoria, uno a pareggio, zero a sconfitta.
Pari merito in caso di pari punti.

### Calendario
- 28 marzo 1943: G.I.L. Fidenza - Panigal B 3-2.
- 4 aprile 1943: Panigal B - Faenza 4-0.
- 11 aprile 1943: Faenza - G.I.L. Fidenza 2-1.
- 18 aprile 1943: Panigal B - G.I.L. Fidenza 9-0.
- 25 aprile 1943: Faenza - Panigal B 1-1.
- 16 maggio 1943: G.I.L. Fidenza - Faenza ?-?.

## Verdetti finali
- Il Panigal B è campione emiliano di Prima Divisione.